# Belo Horizontes storstadsområde

Belo Horizontes storstadsområde (mörkröd) och metropolitan ring (ljusröd)

Belo Horizonte är en stad och kommun i sydöst Brasilien och är huvudstad i delstaten Minas Gerais. Belo Horizontes storstadsområde, Região Metropolitana de Belo Horizonte, bildades den 8 juni 1973 och består idag av totalt 34 kommuner. Den 12 januari 2006 integrerade den lagstiftande församlingen i staten Minas Gerais (Assembleia Legislativa de Minas Gerais) i Belo Horizontes storstadsområde det så kallade metropolitan ring, som för närvarande består av 16 kommuner.
Information om de 34 kommuner som ingår i Belo Horizontes storstadsområde samt om de 16 kommunerna i metropolitan ringen (markerade med **) kan ses i tabellen nedan.